# Villa Trossi Uberti
Villa Trossi Uberti, nota anche come Villa Trossi, è una villa storica situata a Livorno, in via Giuseppe Ravizza, nel quartiere di Ardenza.
Dal 1961 è sede della fondazione d'arte "Trossi-Uberti".

## Storia

### La villa
La villa venne fatta edificare nel 1889 da Luisa Carlotta Coventry marchesa Santisalia.

Le informazioni principali riguardo alla storia della villa sono rintracciabili nell'atto di compravendita, datato 31 agosto 1918, relativo al passaggio della proprietà ai Trossi:
Nell'aprile del 1889 la marchesa ampliò quelle proprietà con altri due appezzamenti di terreno acquistandoli dal nobile sig. Paolo Michon, che successivamente la sig.ra Coventry fece edificare in quel terreno una villa composta di un fabbricato di tre piani e in seguito vi aggiunse una casa per il custode ed altri comodi…»
La costruzione della villa si inseriva nel periodo, collocabile tra la seconda metà dell'Ottocento e i primi anni del Novecento, in cui il lungomare a sud del centro di Livorno conobbe un fiorente sviluppo urbanistico. Responsabile di questo sviluppo fu la forte attrazione che la zona esercitava su molte famiglie benestanti livornesi, italiane e straniere.
Nel 1918 la villa venne venduta da Carlo Santisalia, figlio della marchesa Luisa, a Carlo Trossi.
Nel 1927 la proprietà della villa passò a Corinna Trossi, sposata con l'imprenditore di origini biellesi Dino Uberti. Sia Corinna che il marito coltivavano un grande interesse per l'arte, che li portò a conservare nella villa opere di artisti di rilievo, alcune su loro commissione.
Dino Uberti, nato a Biella nel 1885, parallelamente agli studi giuridici e alla fortunata carriera imprenditoriale, sviluppò per tutta la vita la passione per le arti pittoriche, dedicandovisi completamente intorno ai quarant'anni di età. Molti dei suoi quadri vennero esposti in città come Milano (presso la galleria Scopinich), Firenze, Torino, Bruxelles e Livorno. Proprio a Livorno, nel dicembre del 1945, mise in esposizione presso la Bottega d'Arte una ventina delle sue opere. I quotidiani locali espressero giudizi molto positivi sulle opere di Uberti.
Corinna Trossi, nel solco della tradizione familiare, decise di effettuare una corposa donazione al Comune di Livorno: attraverso testamento, lasciò al comune la proprietà della villa, due beni immobili agricoli e altri beni mobili. Impegnò quindi il Comune affinché istituisse una fondazione d'arte intitolata al proprio nome e a quello del marito. Lo scopo della fondazione avrebbe dovuto essere quello di permettere alle nuove generazioni di sviluppare le proprie inclinazioni e abilità artistiche nella villa.
Il Comune di Livorno nel 1959 ricevette il lascito e istituì la fondazione culturale d'arte "Trossi-Uberti".

### La famiglia Trossi
I Trossi erano una nobile famiglia di origini piemontesi. Carlo, nato a Torino e residente a Biella, era un imprenditore del settore della pettinatura della lana. Gestiva la "Pettinatura Italiana Ltd", società di famiglia con stabilimento a Vigliano Biellese.

La descrizione dell'arma Trossi e il motto familiare sono citati nell'Enciclopedia storico-nobiliare italiana di Vittorio Spreti:
Motto: Audendo proficit»
Non vi sono elementi certi per determinare i motivi che spinsero i Trossi a spostarsi a Livorno. Tuttavia, è ragionevole correlare il loro trasferimento al fascino turistico della città, nota per il suo clima mite e per la sua ricchezza di attrattive mondane.
La storia della famiglia Trossi si distingue per il frequente intervento in favore dei territori a loro più vicini. Carlo Trossi contribuì alla costruzione della scuola e dell'asilo di Gaglianico, mentre a Biella realizzò il padiglione ospedaliero "Felice Trossi", intitolato al figlio scomparso a causa di un incidente stradale.
Anche il figlio Felice fu responsabile di alcune opere di beneficenza: oltre a bonificare alcune aree dell'Agro Romano e alcune zone limitrofe a Biella, fece edificare un gruppo residenziale a Vigliano Biellese, denominato villaggio "Trossi", destinato ai lavoratori della fabbrica di famiglia.

## Descrizione
Villa Trossi Uberti è circondata da un parco a perimetro rettangolare, delimitato da un alto muro di recinzione.

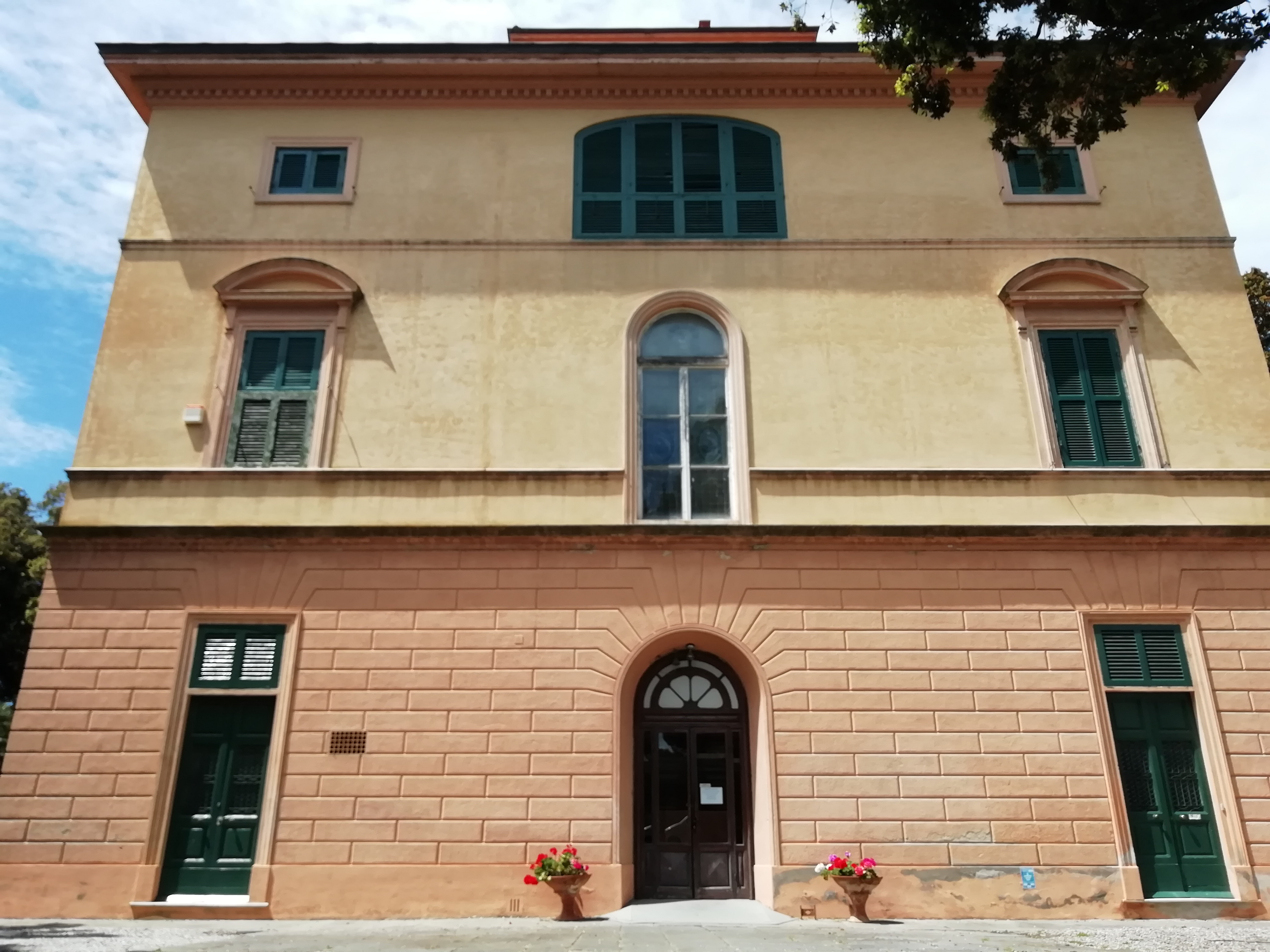
La facciata est di Villa Trossi (ingresso di Via Pastrengo)

L'accesso alla villa è garantito da due ingressi distinti: quello principale a ovest su via Ravizza (già via della Palazzetta Comunale) e quello secondario a est su via Pastrengo. L'ingresso principale dell'edificio presenta una particolarità architettonica: il progettista, attraverso l’utilizzo di un numero dispari di colonne di ordine dorico, ha suddiviso il portico in due campate di egual dimensione, realizzando quindi due ingressi di pari rilievo.
Entrando nella villa, al piano terra si nota un portale di importanti dimensioni che mette in comunicazione il salone principale e lo spazio contiguo a destra, evidenziando la concezione del progettista di considerare i due ambienti come un unico spazio. Sul lato sinistro si trova l'unica stanza della villa che mantiene le decorazioni della volta a carrozza, ornata da motivi allegorici e grotteschi: tutte le altre stanze hanno perso le decorazioni in seguito agli interventi di restauro messi in atto dopo la seconda guerra mondiale. L'ambiente centrale del piano terra è occupato da uno scalone in marmo, che collega il piano terra a quello superiore ("piano nobile").
Di particolare rilievo è la disposizione che il progettista ha scelto per porte e finestre. Osservando la facciata posteriore (a est), si notano al piano terra due piccoli portoni di servizio che affiancano il portone di accesso secondario della villa: uno porta alla cucina, mentre l'altro funge da collegamento diretto verso il vano scala che conduce al secondo piano. Al primo piano, due finestre sormontate da timpani curvilinei sono collocate lateralmente rispetto a un infisso ad arco a tutto sesto, realizzato in vetro piombato. Parte della vetrata dell'infisso è costituita da due medaglioni raffiguranti due velieri. Sempre in riferimento al primo piano, osservando le facciate laterali si notano tre finestre collocate sulla fascia marcapiano, distinte da timpani di tipologia differente: curvilinei ai lati, triangolare al centro. Il secondo piano presenta una successione di piccole finestre quadrate sulle facciate, interrotta solamente da un'ampia portafinestra ad arco ribassato.

### Modularità
La modularità è un elemento ricorrente nella struttura della villa Trossi Uberti.
Anzitutto, il modulo quadrato è l'elemento chiave che costituisce la planimetria: riproposto continuamente dal progettista, suddivide in modo analogo gli spazi di piano terra e primo piano, oltre a caratterizzare le due campate del portico. La modularità si ritrova inoltre confrontando pianta e prospetto: così come il portico emerge dalla pianta dell'edificio, la torretta a pianta quadrata si erge dal prospetto.

### Materiali e decorazioni
Il materiale principale con cui è stata costruita la villa è la pietra panchina (diffusa nella zona livornese) mista a un tritume di gusci di conchiglie, trattata con intonaco.
Il marmo, invece, è utilizzato nei ricorrenti caminetti (al piano terra ne sono collocati due: uno realizzato in marmo rosa e uno in marmo nero) e per il pavimento in palladiana, costituito da un mosaico in graniglia di marmo.
Il basamento della villa e la prima fascia marcapiano sono entrambi realizzati in finto bugnato.

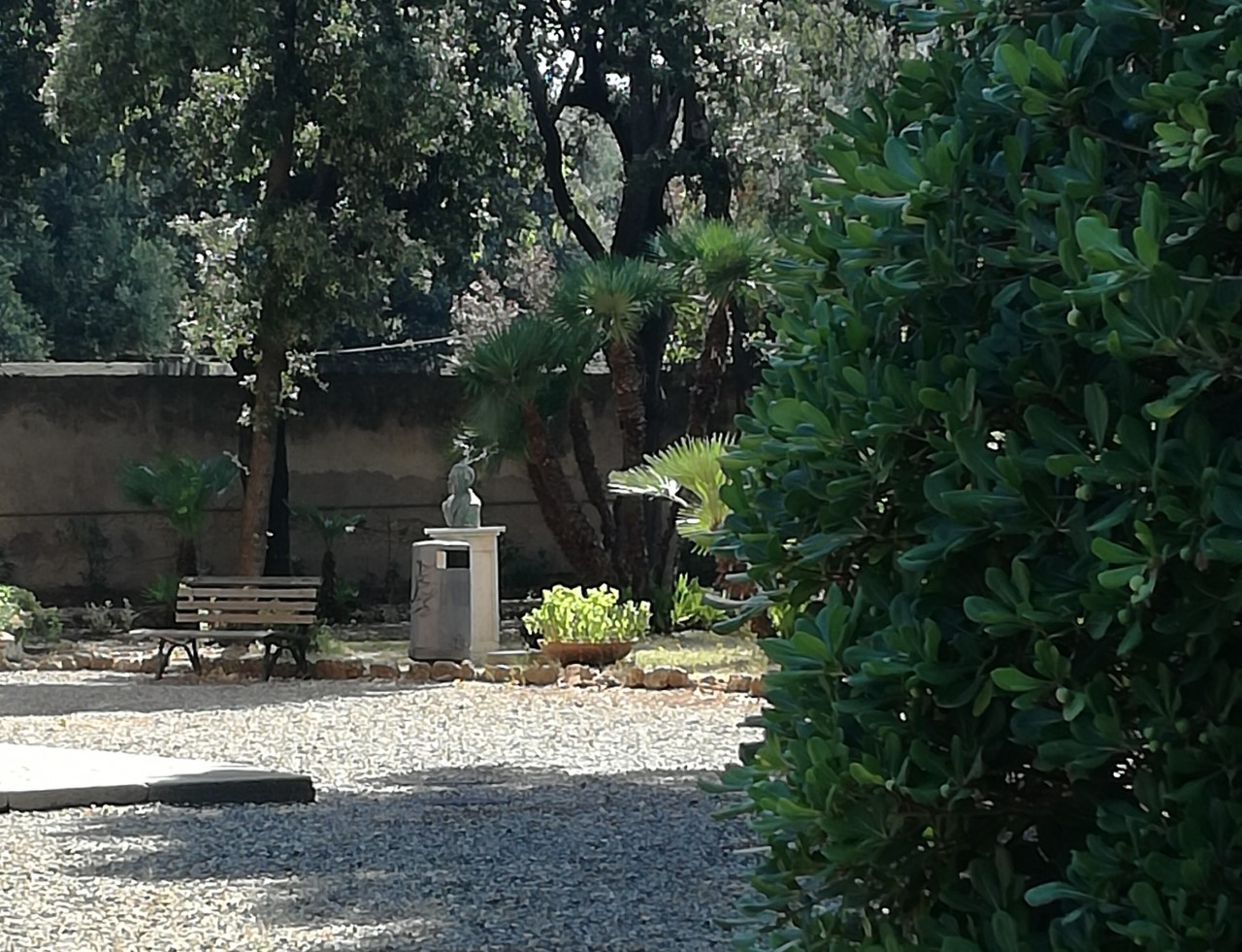
Scorcio del giardino della villa

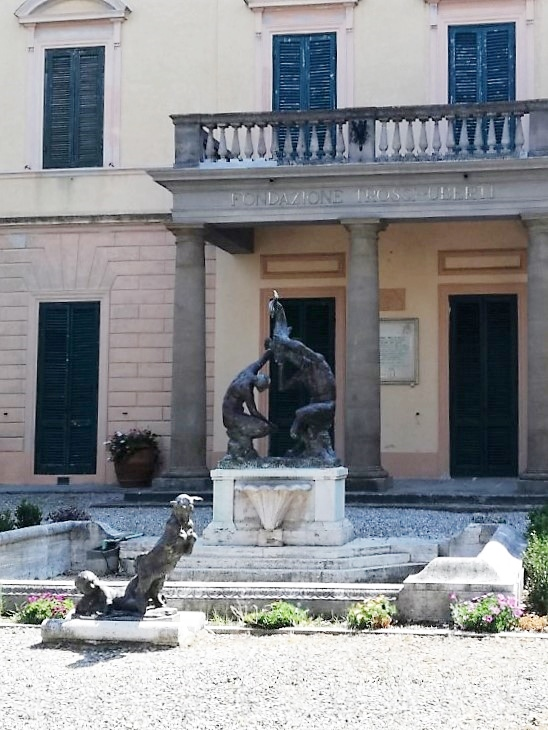
La fontana di Valmore Gemignani

### Parco
Il parco, di stile romantico ottocentesco, è attraversato nella sua estensione da viali curvilinei, contornati dalla presenza di lecci. Alcuni di questi viali ospitano dei busti che ritraggono personaggi di rilievo della storia cittadina, come Rosa e Vincenzo Malenchini.
Il visitatore che entra dall'ingresso principale del parco trova di fronte a sé una fontana, realizzata dallo scultore carrarese Valmore Gemignani. Un robusto basamento di travertino sostiene il gruppo scultoreo in bronzo, raffigurante una scena a carattere faunesco: due satiri reggono insieme un pesce, dal quale sgorga lo zampillo d'acqua della fontana. Il tema binario evocato dalla coppia dei satiri risponde alla suddivisione in due campate del portico della villa. L'elemento marino suggerito dal pesce viene inoltre riproposto nella pavimentazione della vasca: le tessere colorate disposte sul fondo raffigurano alcuni delfini.
La porzione nord del parco è dedicata all'orto e alla casa del custode.

## La Fondazione e laLibera Accademia
Nel 1959 il Comune di Livorno, ricevuto il lascito di Corinna Trossi, istituì la Fondazione d'Arte Trossi-Uberti e la Libera Accademia di Belle Arti a essa collegata. La fondazione venne riconosciuta come personalità giuridica nello stesso anno, attraverso decreto di emanazione della Presidenza della Repubblica Italiana.
L'accademia entrò a pieno regime nel novembre del 1961, sotto la presidenza del ragioner Ercole Borra, esecutore testamentario della stessa Corinna Trossi. La denominazione Libera Accademia derivava dall'assenza di limiti di età per l'iscrizione (con un limite minimo di età di 15 anni).
Inizialmente furono riservati all'accademia gli spazi del piano terra, mentre il primo e il secondo piano erano affittati a scuole e privati. Il gettito derivante dall'affitto veniva quindi sfruttato per finanziare l'accademia.
Le lezioni si svolgono in aule prive di porte, al fine di agevolare lo scambio creativo tra gli studenti.
Presso villa Trossi Uberti sono disponibili vari corsi d'arte, tra cui pittura, disegno, incisione e fumetto.

## Galleria d'immagini

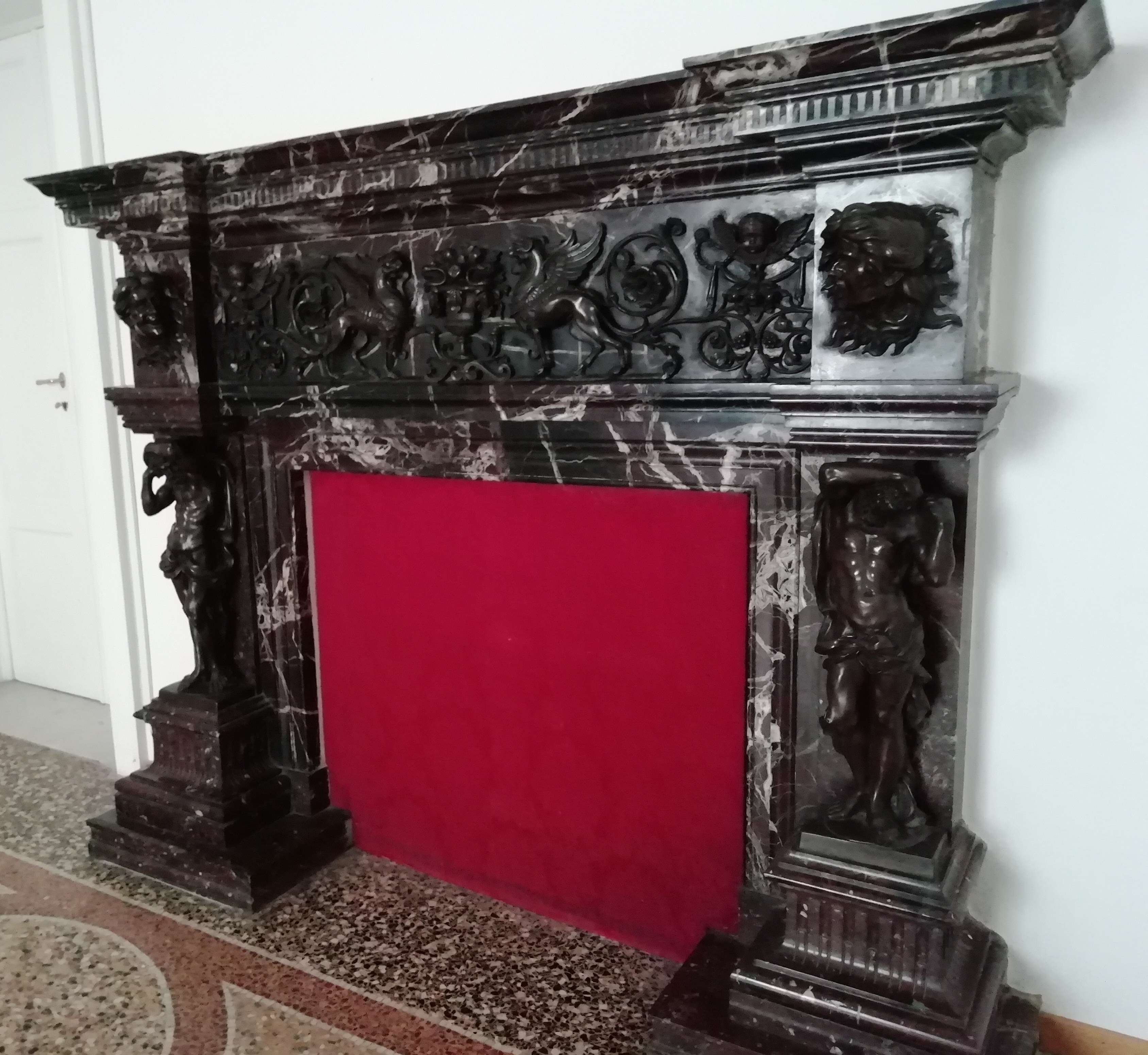
Caminetto in marmo nero
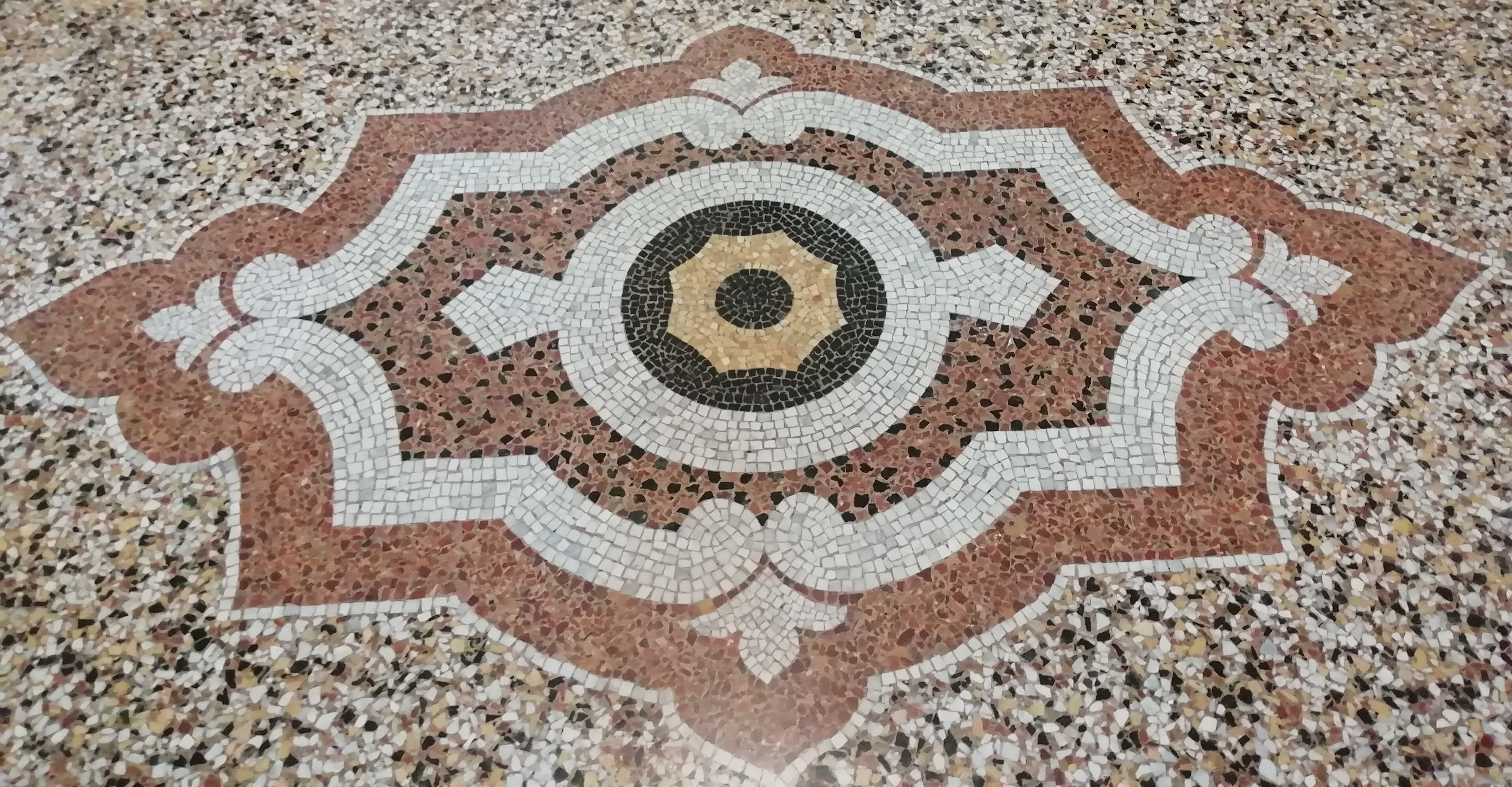
Dettaglio del pavimento in palladiana
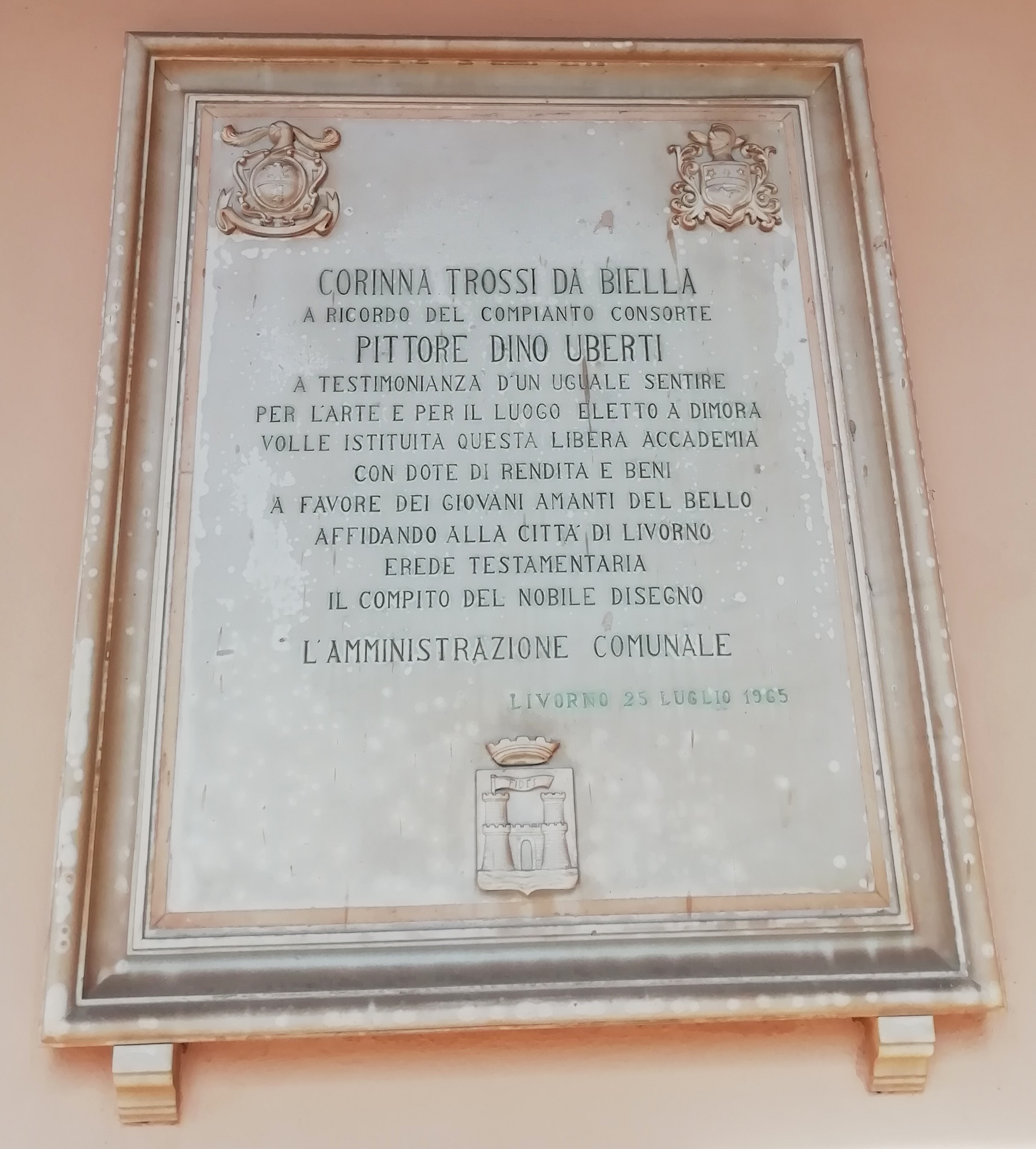
La lapide che testimonia la donazione di Corinna Trossi